# Dierk Prawdzik

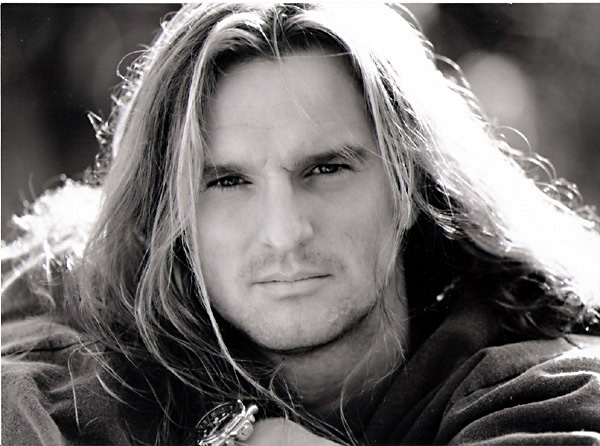
Dierk Prawdzik (2002)

Dierk Prawdzik (* 19. Juli 1962 in Nürnberg) ist ein deutscher Schauspieler, Sänger und Synchronsprecher.

## Leben
Dierk Prawdzik absolvierte sein Abitur in Hamburg zu Beginn der 1980er Jahre. In jener Zeit spielte er auch American Football in der ersten Bundesliga als Fullback bei den Hamburger Dolphins, den heutigen Blue Devils. Zudem errang er diverse Meistertitel im Wasserball, Rudern und Gewichtheben.
Sein Schauspieldiplom erhielt er an der staatlichen Hochschule für Musik und Darstellende Kunst in Frankfurt am Main. Zusätzlich machte er eine klassische Gesangsausbildung in Wien und Berlin; Stimmlage Bariton. Dierk Prawdzik wurde 1998 unter die zehn besten Musicaldarsteller Deutschlands gewählt.

## Auftritte

### Theater
Wiener Burg- und Akademietheater:
- Herkules / Alkestis / Euripides – Regie: Cesare Lievi.
- Paul Green / Die Donau / María Irene Fornés – Regie: Marlene Streeruwitz
- Ritter Flammberg / Das Käthchen von Heilbronn / Heinrich von Kleist, Regie: Hans Neuenfels
- König Heinrich der IV. / Verlorene Liebesmühe / William Shakespeare, Regie: Anne Bennent
- König Antilochus / Penthesilea / Heinrich von Kleist, Regie: Ruth Berghaus (†)
- Senjka Topun / Sonnenuntergang / Isaac Babel, Regie: Dieter Giesing (Einladung zum Berliner Theatertreffen)
- Hektor / Ein Sportstück / Elfriede Jelinek, Regie: Einar Schleef (†) (in seinen bei Suhrkamp veröffentlichten Tagebüchern von 1977 bis 1980, schreibt Einar Schleef er sei Dierk Prawdzik unendlich dankbar. Er habe sehr viel von ihm gelernt, im Besonderen im Zusammenhang mit der Bergrettung eines Ensemblekollegen durch Dierk Prawdzik. (Einladung nach Mühlheim und zum Berliner Theatertreffen – Inszenierung des Jahres))

Darüber hinaus wirkte er „Im Besuch der alten Dame“, „Macbeth“, „Fischer Evensen“ und „Spiel der Illusionen“ mit, außerdem war er bei den Burgfestspielen in Bad Vilbel als „Lord Leicester“ in Schillers „Maria Stuart“ zu sehen; in Berlin als „Rustan“, in „Der Traum ein Leben“ von Grillparzer und in Shakespeares „Troilus und Cressida“ am Volkstheater Rostock als „Diomedes“, Regie: Meinhard Zanger.

- Shakespeare & Partner / Komödie der Irrungen / Rollen: Angelo, Dr. Zwick, Äbtissin / Regie: Kenneth George / 2012

### Musiktheater
- Theater des Westens / Christian / Cyrano de Bergerac / E. Rostand, Regie: Helmut Baumann
- Bremer Oper / Squash Bernstein / Victor & Victoria / Blake Edwards, Regie: Helmut Baumann
- Etablissement Ronacher / Zahnarzt (Orin) / Little Shop of Horrors / Alan Menken, Regie: Anna Vaughn
- Colosseum Theater Essen / Pharao / Joseph / Andrew Lloyd Webber Regie: Steven Pimlott (CD / „Song of the King“)
- Frankfurter Oper / 1. Schreiender / Hamletmaschine / H. Müller, Regie: Wolfgang Rihm
- Wuppertaler Oper / Bassa Selim / Die Entführung aus dem Serail / Wolfgang Amadeus Mozart, Regie: Johannes Weigand

### Kino
- L’Amour / Zuhälter / Philip Gröning
- Ballermann 6 / Sportartikelanbieter / Gernot Roll (Tom Gerhardt)
- Hexe Lilly / Zauberer / Stefan Ruzowitzky
- Die Superbullen / Unterweltler / Gernot Roll (Tom Gerhardt) – 2010
- about:blank / Rolle: Detective Stillson / Regie: Thorsten Dillmann / 2012 / ein Abschlussfilm der Hochschule Darmstadt, Fachbereich Media

### Fernsehen
- Stockinger  / Fitnessstudiobesitzer / Regie: Bodo Fürneisen
- Die Drei / Bodyguard / Regie: Ralph Bohn
- Die Gang (Englisch) / Drogendealer / Regie: Olaf Kreinsen
- Doppelter Einsatz / Entführer / Regie: Thomas Jauch
- Der Ausbruch / Häftling / Regie: Mark Schlichter
- Wolffs Revier / Waffenhändler / Regie: Bernhard Stephan
- Für alle Fälle Stefanie / Bodybuilder / Regie: Vera Loebner
- Klinik unter Palmen (3 Folgen) / Zuhälter / Regie: Otto Retzer
- Unser Charly / Mafioso / Regie: Franz Joseph Gottlieb
- Der Clown / Der Schwarze Ritter / Regie: Sven Severin
- Die Rote Meile / Motorradgangleader / Regie: Michel Bielawa
- Hausmeister Krause / Pornostar / Regie: Friedrich Schaller
- Alphateam / Kick-Box-Champion / Regie: Aljoscha Westermann
- SOS Barrakuda / Frauenhändler / Regie: Michel Bielawa
- Im Fadenkreuz / Leibwächter / Regie: Olaf Kreinsen
- Der Puma / Fernfahrer / Regie: Jürgen Bretzinger
- Rotlicht / Türsteher / Regie: Detlef Rönfeldt
- Unser Charly / Privatsekretär / Regie: Franz Joseph Gottlieb(†)
- Sinan Toprak – der Unbestechliche / Bodybuilder / Regie: Andreas Prohaska
- Streit um Drei / Personenschützer / Regie: Wolfram Hundhammer
- Ich laß mich scheiden / Familienvater / Regie: Heide Ramlow
- Der Bulle von Tölz: Salzburger Nockerl / Sportstudiobesitzer, Liebhaber / Regie: Werner Masten
- Schloßhotel Orth / Masseur / Regie: Christa Mühl
- Der letzte Zeuge / Trainer / Regie: Bernhard Stephan
- Held der Gladiatoren / Lagos, Schlächter von Sparta / Regie: Jorgo Papavassiliou
- Kuckuckskind / Der auserwählte Liebhaber / Regie: Martin Enlen
- Frauengeschichten (Anke Engelke) / Superlover / Regie: Tobi Baumann
- Arme Millionäre / Hotelangestellter / Regie: Peter Patzak
- Löwenzahn / Fitnesstrainer / Regie: Hannes Spring
- In aller Freundschaft  / Artist / Regie: Esther Wenger
- Aktenzeichen XY Ungelöst / Schrotthändler / Regie: Thomas Pauli
- Die Anrheiner / Unternehmer / Regie: Klaus Petsch
- Gute Zeiten, Schlechte Zeiten / Drogendealer / Regie: René Wolter
- Geschichte Mitteldeutschlands / König Heinrich der Erste / Regie: P. P. Pippig

### Serienhauptrollen
- Die Anrheiner /  WDR 1999-2004 /  Geschäftsmann Gunther Leibach, Regie: Klaus Wirbitzky, Kerstin Krause, Klaus Petsch, Adalbert Plika, Hannes Spring, Thomas Klees, Daniel Anderson u. a.
- Hinter Gittern  /  RTL 2001-2003 /  Hausmeister Frank Holtzendorff, Regie: Kerstin Krause, Orin Schmuckler, Heinz Dietz, Cornelia Dorn, Rolf Wellingerhof, Roger Wielgus u. a.
- Bei aller Liebe  /  ZDF 2003 / Eisen – Liebhaber und Stuntman /  Regie: Carsten Meyer-Grohbrügge

### Sonstiges
- Rockband „Schlafes Bruder“ / Backing + zweite Stimme